# Палу-дель-Ферсина
Палу-дель-Ферсина (итал. Palù del Fersina) — коммуна в Италии, располагается в провинции Тренто области Трентино-Альто-Адидже.
Население составляет 188 человек (2008 г.), плотность населения составляет 11 чел./км². Занимает площадь 16 км². Почтовый индекс — 38050. Телефонный код — 0461.
Покровительницей коммуны почитается святая Мария Магдалина, празднование 22 июля.

## Демография
Динамика населения:

## Администрация коммуны
- Официальный сайт: